# 北海道信用金庫
北海道信用金庫（ほっかいどうしんようきんこ、英語：Hokkaido Shinkin Bank）は、2018年に発足した、北海道札幌市中央区に本店を置く、道内最大の信用金庫である。略称は「しんきん北海道」。

## 概要
2018年1月1日に道央圏に本店を置く札幌信用金庫、小樽信用金庫、北海信用金庫が合併して発足した。預金残高は1兆2577億円（2021年9月）と、道内の信用金庫では唯一1兆円を超えており、（2位の旭川信用金庫は9435億円）。金融機関全体で見ても北洋銀行、北海道銀行に次いで第3位である。
新金庫の名称に関しては、合併趣意書で謳っている『道央圏の核となり、北海道を代表する信用金庫となる』というコンセプトに合致するよう3金庫で協議し、名称を「北海道信用金庫」、略称を「しんきん北海道」と決定した。
統一金融機関コード及び法人番号は札幌信用金庫の1001及び3430005003118を継承している。札幌信用金庫の営業地域は札幌市内及びその周辺地域で、同市が発行する広報誌「広報さっぽろ」の裏表紙に広告を出稿していた。
また、同市からは収納代理金融機関を受託している。さらに石狩市および新篠津村からは指定金融機関を受託している。
2016年に新築された札幌信金の本店に合併後の本店・本部を置き、小樽信金・北海信金の本店には事業本部を設置する。また札幌信金会長の吉本淳一が代表理事会長、同理事長の前田繁利が理事長に就任、さらに北海信金理事長の西田覚が代表理事副理事長に、小樽信金理事長の佐林史明が代表理事専務に就く。
合併時における88支店・出張所は当初そのまま営業し、合併後に近接店舗の統合を進めていく方針とし、合併時に支店を出張所に変更の上3年以内に7店舗を統合することを発表している。
2017年12月18日、北海道財務局より3信金に合併を認可したことが発表された。
1999年の札幌信用金庫・北海信用金庫時代に、室蘭信用金庫と合同で「コンサドーレ札幌・しんきん応援団」を結成し、コンサドーレ札幌（当時）を応援する定期預金を発売した。また、札幌信用金庫には「さっしん動物ランド」と名づけられたマスコットキャラクター集団がいた。

## 沿革
存続金庫たる札幌信用金庫時代からの沿革を記述する。
- 1921年（大正10年）12月2日 - 有限責任山鼻信用組合として設立。
- 1934年（昭和9年）10月 -  南札幌信用組合に改称。
- 1951年（昭和26年）12月 - 信用金庫法の施行に伴い、信用金庫に改組。札幌信用金庫に改称。
- 1956年（昭和31年）3月 - 北海信用金庫（1964年に後志信用金庫から改称された北海信用金庫とは無関係）を吸収合併。
- 2003年（平成15年）1月1日 - 石狩中央信用金庫（本店：江別市）と合併[10]。
- 2013年（平成25年）5月7日 - 本店ビル建て替えに伴い、本店営業部を新大通ビルディング1Fの仮店舗へ移転。
- 2015年（平成27年）11月2日 - 2018年1月をめどに北海信用金庫、小樽信用金庫と対等合併することで基本合意したと発表[11][12][13][14][15]。
- 2016年（平成28年）5月6日 - 新本店ビル竣工に伴い、本店営業部を旧位置に復帰[16][17]。
- 2018年（平成30年）1月1日 - 小樽信用金庫と北海信用金庫を吸収合併し、北海道信用金庫に改称。
- 2022年（令和4年）8月8日 - この日より北海道銀行との共通窓口を当金庫寿都支店内に設置した（全国の信用金庫で初めての銀行との共同窓口。この共同窓口設置により北海道銀行寿都支店は北海道銀行岩内支店に移転し、北海道銀行寿都支店ATMは廃止。代わりに当金庫寿都支店に北海道銀行ATMを設置した。）[18][19][20]。
- 2022年（令和4年）9月1日 - この日より未利用口座管理手数料を新設した[21]。

## ATMサービス
しんきん北海道が設置したATMで当金庫のキャッシュカードで入金した場合の時間外手数料は無料となっている。ただし、他金融機関との共同ATMのうち当金庫が幹事となっていない機種については入金取引自体ができない。

## totoの払い戻し店
スポーツ振興くじ（toto）当選券の払い戻し店は以下の店舗で取り扱う。
- 本店営業部
- 大通南支店
- 中央市場支店
- 白楊支店
- 東札幌支店
- 白石支店
- 琴似支店二十四軒営業所
- 手稲支店前田出張所
- 北野通支店
- 小樽支店
- 余市支店